# Keiran Murtagh
Keiran Zac Murtagh (ur. 29 października 1988 w Wapping) – piłkarz z Antigui i Barbudy pochodzenia angielskiego i irlandzkiego występujący na pozycji bocznego pomocnika, obecnie zawodnik Cambridge United.

## Kariera klubowa
Murtagh pochodzi z jednego Wapping, jednego z osiedli w Londynie i swoją karierę piłkarską rozpoczynał jako junior w drużynie Charlton Athletic. Nie zdołał się jednak przebić do pierwszego zespołu i jego pierwszym profesjonalnym klubem został Fisher Athletic z szóstej ligi angielskiej – Conference South. Spędził tam rok, a jego udane występy zaowocowały testami w klubach z wyższych klas rozgrywkowych, takich jak Fulham czy Nottingham Forest. Ostatecznie przeszedł jednak do trzecioligowego Yeovil Town, którego barwy reprezentował przez dwa lata w roli podstawowego zawodnika. Mimo oferty przedłużenia kontraktu zdecydował się podpisać umowę z czwartoligowym Wycombe Wanderers latem 2010.
Nie mogąc wywalczyć sobie miejsca w składzie Wycombe, Murtagh udał się na tygodniowe wypożyczenie do szóstoligowego Woking, które zostało później przedłużone do miesięcznego okresu. W lipcu 2011 podpisał dwuletnią umowę z piątoligowym Cambridge United, jednak tam również pełnił rolę rezerwowego i w grudniu ponownie udał się na wypożyczenie do Woking, tym razem półroczne.

## Kariera reprezentacyjna
Dysponujący potrójnym obywatelstwem Murtagh, mimo początkowych występów w młodzieżowych kadrach Irlandii, zdecydował się na występy w reprezentacji Antigui i Barbudy. Zadebiutował w niej 28 listopada 2010 w przegranym 1:3 spotkaniu z Jamajką w ramach Pucharu Karaibów. Premierowego gola zdobył za to 11 października w wygranej 10:0 konfrontacji z Wyspami Dziewiczymi Stanów Zjednoczonych, wchodzącej w skład eliminacji do Mistrzostw Świata 2014, na które jego drużyna ostatecznie nie zakwalifikowała się.